# Limnophora caduca
Limnophora caduca är en tvåvingeart som beskrevs av Stein 1909. Limnophora caduca ingår i släktet Limnophora och familjen husflugor. Inga underarter finns listade i Catalogue of Life.